# Liggende vleugeltjesbloem
De liggende vleugeltjesbloem (Polygala serpyllifolia) is een vaste plant, die behoort tot de vleugeltjesbloemfamilie (Polygalaceae). De soort staat op de Nederlandse Rode lijst van planten als vrij zeldzaam en sterk afgenomen. De plant komt van nature voor in West-Europa, op de Azoren en in het zuidoosten van Groenland.
De plant wordt 5–25 cm hoog en heeft opstijgende of liggende stengels. De bladeren zijn langwerpig tot eirond en de ondersten staan bijna tegenover elkaar.
De liggende vleugeltjesbloem bloeit van mei tot september met diepblauwe, 5,5 mm grote, buisvormige bloemen. De bloemen hebben drie kroonbladen. Van de vijf kelkbladen zijn er twee groter en lijken daarom op vleugels. De trosvormigebloeiwijze is eerst eindelings en later zijdelings.
De vrucht is een doosvrucht met niet afvallende vleugels, waardoor deze door de wind verspreid wordt. De vleugels zijn 4,5–5,5 mm lang en 2–3 mm breed. De doosvruchten worden ook wel door mieren versleept doordat ze een klein mierenbroodje hebben. De zaden zijn behaard.

## Ecologie
De plant komt voor op natte tot vochtige heischrale graslanden en in blauwgraslanden.

### Syntaxonomie
Liggende vleugeltjesbloem is een kensoort voor de associatie van klokjesgentiaan en borstelgras (Gentiano pneumonanthes-Nardetum), een plantengemeenschap van vochtige tot natte, voedselarme graslanden met een combinatie van grassen, grasachtige planten en kleinbloemige kruiden.
Ook is ze een indicatorsoort voor het vochtig heischraal grasland, een karteringseenheid in de Biologische Waarderingskaart (BWK) van Vlaanderen en het Brussels Hoofdstedelijk Gewest met als code 'hmo'.

## Namen in andere talen
De namen in andere talen kunnen vaak eenvoudig worden opgezocht met de interwiki-links.
- Duits: Quendelblättrige Kreuzblume
- Engels: Heath Milkwort
- Frans: Polygala à feuilles de serpollet